# Eating animals

Eating Animals (en español, Comiendo animales) es el tercer libro del escritor estadounidense Jonathan Safran Foer, publicado en 2009 (su traducción al español en 2011). A diferencia de sus dos trabajos anteriores, Todo está iluminado y Tan fuerte, tan cerca, Comer animales no es una obra de ficción, sino que traza las razones que llevaron a Foer a adoptar una dieta vegetariana.

## Temas
A consecuencia del nacimiento de su primer hijo, Foer se planteó la cuestión del origen de la comida que tanto él como su familia consumían a diario, especialmente los alimentos de origen animal. Para encontrar la respuesta a esta pregunta, Foer investiga las prácticas habituales de la ganadería y de la pesca comercial, centrándose en particular en las condiciones de los mataderos de los Estados Unidos y en la práctica de la sobrepesca. Durante su investigación, Foer se encuentra con numerosas prácticas que desaprueba --por ejemplo, el hecho de que los pescadores de gambas de Indonesia llegan a matar unos 58 kg de animales marinos por cada kilogramo de gambas que capturan; de la misma manera, Foer denuncia que, en los mataderos estadounidenses, uno se encuentra de manera habitual con animales que han sido degollados, desollados, y desmembrados mientras permanecían vivos y conscientes. Profundizando aún más en las prácticas de la industria ganadera estadounidense, Foer denuncia que las pobres condiciones higiénicas que sufren los animales contribuyen a las difusión de enfermedades que afectan a los humanos, --por ejemplo, la gripe aviar H1N1, que se originó en un establo de Carolina del Norte, o la salmonela, que llega a contaminar el 98% de los pollos que se ponen a la venta en los Estados Unidos.
Con respecto al tema del significado cultural de los alimentos, la narración se centra a menudo en la obsesión con la comida que la propia abuela de Foer desarrolló como consecuencia de sobrevivir al Holocausto, las prácticas agrícolas ecológicamente sostenibles, la diferencia entre los derechos y el bienestar de los animales. Foer termina tomando una posición conciliadora pero aun así profundamente defensora de los principios que promueve.

## Estilo
El estilo del libro mezcla la investigación periodística clásica con el tono personal de unas memorias, incluyendo también rasgos postmodernos, como el uso de arte gráfico en los encabezamientos de cada capítulo. Foer también incluye varios ensayos escritos por algunas de las personas con las que se relacionó durante su investigación, construyendo así un diálogo de varias voces.

## Recepción
Eating Animals generó reacciones divididas. Algunas publicaciones, como la revista New York y el periódico The Washington Post, se mostraron decepcionados con lo que consideran unas conclusiones conformistas, una actitud a veces hipócrita, y un estilo excesivamente ornamentado. 
De la misma manera, el suplemento the New York Times Book Review, por otra parte, se mostró ambivalente acerca de la eficacia de los argumentos de Foer.
En el otro extremo, tanto Los Angeles Times como The New Yorker ofrecieron una reseña positiva del libro, destacando tanto las conclusiones de Foer como el razonamiento que lleva a ellas.
 Así mismo, en un artículo para la página web the Huffington Post, la actriz Natalie Portman confesó que Eating animals la había llevado a adoptar una dieta vegana tras 20 años de vegetarianismo.